# Brian Tyler
Brian Theodore Tyler, född 8 maj 1972 i Orange County i Kalifornien, är en amerikansk kompositör, dirigent, arrangör och skivproducent, som främst arbetar med musik inom film, TV och datorspel. Han har bland annat gjort musik till filmproduktioner som filmerna i Fast & Furious-serien (sju av tio filmer), Rambo, Eagle Eye, de tre första filmerna i The Expendables-serien, Iron Man 3, Now You See Me, Avengers: Age of Ultron (med Danny Elfman), Crazy Rich Asians och Super Mario Bros. Filmen. Han ligger också bakom musiken i de två senaste filmerna i Scream-serien, där han i den senaste (Scream VI) även har  den belgiske kompositören Sven Faulconer vid sin sida.

## Diskografi (i urval)

### Filmer
- 1999 – The 4th Floor
- 2001 – Frailty
- 2002 – Bubba Ho-tep
- 2003 – Darkness Falls
- 2003 – The Hunted
- 2003 – Timeline
- 2004 – The Final Cut
- 2004 – Godsend
- 2004 – Paparazzi
- 2005 – Constantine
- 2005 – The Greatest Game Ever Played
- 2006 – Annapolis
- 2006 – Bug
- 2006 – The Fast and the Furious: Tokyo Drift
- 2007 – War
- 2007 – Aliens vs. Predator 2
- 2008 – Rambo
- 2008 – Bangkok Dangerous
- 2008 – Eagle Eye
- 2009 – Dragonball Evolution
- 2009 – Fast & Furious
- 2009 – The Final Destination
- 2009 – Middle Men
- 2009 – Law Abiding Citizen
- 2010 – The Expendables
- 2011 – Battle: Los Angeles
- 2011 – Fast & Furious 5
- 2011 – Final Destination 5
- 2012 – Columbus Circle
- 2012 – The Expendables 2
- 2013 – Iron Man 3
- 2013 – Now You See Me
- 2013 – Thor: The Dark World
- 2014 – Teenage Mutant Ninja Turtles
- 2014 – Into the Storm
- 2014 – The Expendables 3
- 2015 – Fast & Furious 7
- 2015 – Avengers: Age of Ultron (med Danny Elfman)
- 2015 – The Disappointments Room
- 2015 – Truth
- 2016 – Criminal
- 2016 – Now You See Me: The Second Act
- 2017 – xXx: Return of Xander Cage (med Robert Lydecker)
- 2017 – Power Rangers
- 2017 – Fast & Furious 8
- 2017 – The Mummy
- 2018 – Crazy Rich Asians
- 2019 – Escape Room
- 2019 – What Men Want
- 2019 – Five Feet Apart
- 2019 – Ready or Not
- 2019 – Rambo: Last Blood
- 2019 – Charlie's Angels
- 2020 – Clouds
- 2021 – Those Who Wish Me Dead
- 2021 – Fast & Furious 9
- 2021 – Escape Room 2: No Way Out
- 2022 – Scream (även känd som Scream 5)
- 2022 – Kärlek som befriar (med Breton Vivian)
- 2022 – Piff och Puff – Räddningspatrullen
- 2023 – Scream VI (med Sven Faulconer)
- 2023 – Super Mario Bros. Filmen
- 2023 – Fast X
- 2024 – Abigail
- 2024 – Transformers One
- 2025 – Now You See Me: Now You Don't

### TV-serier
- 2003 – Frank Herbert's Children of Dune (TV-serie)
- 2003 – Star Trek: Enterprise (TV-serie)
- 2007 – Fear Itself (TV-serie)
- 2010–2020 – Hawaii Five-0 (TV-serie) (med Keith Power)
- 2010–2013 – Transformers Prime (TV-serie) (med Matthew Margeson)
- 2011 – Terra Nova (TV-serie)
- 2013–2017 – Sleepy Hollow (TV-serie) (med Robert Lydecker)
- 2018–nutid – Yellowstone (TV-serie) (med Breton Vivian)
- 2021–2022 – 1883 (TV-serie) (med Breton Vivian)
- 2022–nutid – 1923 (TV-serie) (med Breton Vivian)

### Spel
- 2010 – Lego Universe
- 2011 – Call of Duty: Modern Warfare 3
- 2011 – Need for Speed: The Run
- 2012 – Far Cry 3
- 2013 – Army of Two: The Devil's Cartel
- 2018 – F1 2018
- 2019 – Lost Ark
- 2019 – F1 2019
- 2020 – PUBG Mobile (kinesiska versionen)
- 2020 – F1 2020
- 2021 – F1 2021
- 2022 – F1 22
- 2022 – F1 Manager 2022
- 2023 – F1 23